# Рахмонов Урінбой Рахмонбердійович
Урінбой Рахмонов (4 березня 1910 — 5 жовтня 1980) — радянський киргизький актор і театральний діяч, засновник театру імені Бобура в місті Ош, поет.

## Життєпис
Урінбой Рахмонов народився 4 березня 1910 року в місті Ош, в сім'ї службовців. Його батько Рахмонберді Мадазімов був засновником театрального руху на Півдні Киргизстану, перший засновником і організатором Ошского театру міста Ош, революціонером, активним учасником боротьби з басмачеством. Коли Урінбою Рахмонову виповнилося 17 років, він в 1927 році почав свою творчу діяльність в Ошском театрі. Працював у театрі артистом, крім того, у важкі роки становлення та організації театру додатково виконував десять посад: був помічником режисера, драматургом, співаком, музикантом, суфлером, художником, гримером, поетом, писав невеликі п'єси і вірші для пісень під які в ту пору танцювала народна артистка Киргизької РСР перший танцівниця Розія Мумінова. У 1934 році в складі колективу театру брав участь на перших гастролях Ошского театру в містах Ленінград, Москва, Ташкент. У серпня 1934 театральний колектив у складі 70 осіб поїхали на гастролі в місто Ленінград. Репертуар театру складали «Фархад і Ширін», «Лейла і Маджнун» та інші узбецькі п'єси. Ленінградські любителі мистецтва так добре зустріли виступи театру, що заплановані на нетривалий час гастролі тривали майже місяць. Колектив театру проводив творчі зустрічі на підприємствах, навчальних закладах, на легендарному крейсері «Аврора». Всього дали 22 концерту. Наприкінці гастролей артистів прийняв перший секретар Ленінградського обкому партії Кіров Сергій Миронович, який підкреслив, що поставлені вистави та концерти справили велике враження на ленінградців і це залишиться на їхній пам'яті. На зустрічі брали участь Урінбой Рахмонов, А. Насріддінов, Кадиржан Хамидов, З. Умаров, Гуламжан Ісраїлов, Б. Махмудов, Тожіхон Хасанова, Лайліхон Моідова, Р.Ахмедов, Б.Ортіков, І.Худайбердіев, Зіяміддін Шакіров, Лутфулла Ходжаєв, Р. Мухаммаджанов, Ж. Юсупжанов, Г. Мухаммаджанова, Д. Каюмов, П. Салієв та інші. Наприкінці зустрічі вони сфотографувалися з С. М. Кировим. У 1937 році театр назвали на честь Кірова. У 1934 році в Ташкенті був проведений зліт передовиків-хлопкоробов. На запрошення голови президії ЦВК Узбецької РСР Юлдаша Ахунбабаєва колектив театру поїхав в Ташкент для участі в концерті для учасників зльоту. Учасники зльоту зустріли з оглушливими оваціями виступу співака Абдулли тарок Файзуллаєва, артистів Урінбоя Рахмонова, Р. Мумінова, Т. Хасанова, Л. Моідовой, К. Хамідова, Г. Ісраїлова. У 1934 році Урінбой Рахмонов у складі театру також брав участь на гастролях у Москві. 26 травня — 4 червня 1939 брав участь на I декаді киргизького мистецтва в Москві і з групою учасників зустрічався з М. І. Калініним. У 1939 і 1940 роках брав участь на гастролях у Фрунзе. Під час Великої Вітчизняної війни артисти Ошского театру бували на фронтах і ставили солдатам патріотичні спектаклі. Урінбой Рахмонов, Т.Хасанова, Е.Бутаева, М.Атабаев закликали бійців до героїзму. У ці роки на сцені були поставлені п'єси за творами «Буран», «Смерть окупантам!» Каміла Яшина, «Курбан Умаров» Сабіра Абдулли, «Пісня життя» Уйгуна, «Прикордонники» Білль-Білоцерківського, «Фронт» Корнійчука. Театральний колектив зробив великий внесок у справу виховання в дусі військового патріотизму трудящих мас. Велику роль у розкритті творчого потенціалу театрального колективу і Урінбоя Рахмонова зіграли поставлені на сцені театру твори «Бай і батрак», «Витівки Майсара» Хамзи, «Любов Ярова» К.Тренёва, «Обман і любов» Шиллера, «Тахір і Зухра» З . Абдулли, «Наречена за 5 сом» Ордубодій, «Фархад і Ширін» Хуршида, «Гулсара» К.Яшіна, «Весна», «Алтинкуль» Уйгуна.
Урінбой Рахмонов з 1949 по 1954 роки працював голова Кизил-Киштакскої сільради, з 1954 по 1965 роки працював начальником пошти в селі Кизил-Киштак, Кара-Суйський району. З 1965 року працював у системі торгівлі. Але, незважаючи на те, що він в 1949 році пішов з театру він ще довго аж до 1958 року, позаштатно після роботи грав у театрі головні й епізодичні ролі. Глядачі та критики відзначали виконані їм головні ролі німецького офіцера, батька у п'єсі «Наречена за 5 сом» і в інших драмах. Заслуги Урінбоя Рахмонова у створенні та діяльності театру відображені в книзі Абдугані Абдугафурова «Академічний театр» видана в лютому 2010 року на стор.1 і 3 і на стор.42 на афіші театру від 1940 його ім'я та прізвище в списку акторів вказано під № 19 . У вільний час він писав вірші, де прославляв священну гору Сулайман-Тоо, місто Ош, де він народився і жив до кінця життя. Причиною того, що багато його родичі є діячами мистецтва і культури те, що поет Ходжаназар Хувайдо (1704-1780) був їх родичем. У старості Урінбой Рахмонов дивився і упорядковували мечеть-будиночок Бабура на горі Сулайман-Тоо міста Ош. Кожен раз, коли піднімався на гору Сулайман-Тоо, він брав із собою два відра води і поливав посаджені ним дерева. Виховав 12 дітей. Старший син Ділдорбек також працював в театрі імені Бабура артистом і зіграв епізодичні ролі в двох кінофільмах. Інший син, Дарвішбек, теж присвятив своє життя служінню мистецтву і працює художнім керівником циркової трупи «Калдіргоч».

## Пам'ять артиста театру
Рішенням місцевої влади була увічнена пам'ять засновника театру шляхом привласнення його імені вулиці Ошської області. На честь Урінбоя Рахмонова була названа вулиця в селі Кизил-Киштак Кара-Суйський району Ошської області.

## Особисте життя
Батько: Рахмонберді Мадазімов (1875-1933). Мати: Бібіхон (1884-1922). Перша дружина: Турсунхон Туйчібоєва (1918-1954). Діти: Ділдорбек (1941), Ділоромхон (1943), Давлатбек (1949-2006), Дарвішбек (1952), Бахріділхон (1954), Донішбек (1957), Ділфузахон (1960), Сталін (1962), Махфузахон (1964), Ділрабо (1971).

## Зіграні ролі
- 1927 рік — К.Яшін «Друзі».
- 1928 рік — К.Яшін «Всередині».
- 1929 — Гулом Зафарі «Халіма», К.Яшін «Ажи-ажі».
- 1930 — Умаржон Ісмоїлі «Історії на бавовняному полі».
- 1931 — Н. В. Гоголь «Одруження».
- 1932 рік — Маннон Уйгур «Перекладач».
- 1933 рік — Гаджибеков «Аршин малий алан».
- 1934 — Н. В. Гоголь «Ревізор».
- 1935 — Назір Сафаров, Зіё Саїд «Історія говорить», К.Яшін «Спалимо».
- 1936 — Ж. Турусбеков «Замість смерті», К.Треньов «Любов Ярова», Тожізода «Комсомольський взвод».
- 1937 — Шиллера «Обман і любов», Ш.Хуршід «Фархад і Ширін».
- 1938 — К. Гольдоні «Слуга двох панів», Сабір Абдулла «Шабля Узбекистану».
- 1939 рік — Білль-Білоцерківський «Прикордонники», Хамза «Бай і батрак», Сабір Абдулла «Тахір і Зухра».
- 1940 рік — Хамза «Холісхон», К.Яшін «Буран».
- 1941 рік — К.Яшін і М.Мухамедов «Гулсара», Хуршид «Лейла і Меджнун», Сабір Абдулла «Курбан Умаров».
- 1942 — К.Яшін «Смерть загарбникам!», Хамза «Витівки Майсара», Корнійчук «Фронт».
- 1943 — Сабір Абдулла «Даврон ата», Умаржон Ісмоїлі «Зафар».
- 1944 — К.Яшін «Нурхон», Ордубодій «Наречена за 5 сом».
- 1945 — Уйгун «Пісня життя».
- 1946 — Мухтаров «Честь жінки».
- 1947 — Уйгун «Весна», Хуршид «Фархад і Ширін».
- 1948 — К.Треньов «Червоний галстук», Уйгун «Пісня життя», Уйгун «Алтинкуль».
- 1949 — Зіннат Фатхуллін «Пелюстки», Хамід Алімджан «Семург».
- 1950 рік — Ісмоілі Акрам «Справедливість», Сабір Абдулла «Алпамиш».
- 1951 — Боконбаєв «Токтогул», Хуршид «Лейлі і Меджнун».
- 1952 — Шукур Са'дулла «Ёрілтош», Махмуд Рахмон «Радість», Абдулла Каххар «Шовковий сюзане».
- 1953 — Іззат Султан «Алішер Навої», М. Лисенко «Наталка Полтавка», К.Яшін «Нурхон».
- 1954 — Шукур Са'дулла «Свято на поле», Бахром Рахмонов «Сердечні секрети».
- 1955 — К.Яшін «Офтобхон», Рабіндранат Тагор «Дівчина річки Ганг».
- 1956 — К.Яшін «Равшан і Зулхумор», Зіннат Фатхуллін «Любов до Батьківщини», І.Ахмедов «Скриня секретів».
- 1957 — Сабір Абдулла «Алпамиш», Самед Вургун «Юлдуз».
- 1958 рік — Хамід Алімджан «Ойгул і Бахтіёр», М.Шатров «Іменем революції».

Крім того, він брав участь у численних концертних програмах.